# スタン・ケントン
スタン・ケントン（Stan Kenton : Stanley Newcomb Kenton、1911年12月15日 - 1979年8月25日） は、アメリカ・カンザス州出身のジャズ・ピアニスト。
自らのバンドを率い、作・編曲家として多くの作品を手がけ、アメリカン・ジャズの音楽シーンに変革と影響をもたらした。バンドのメンバーからは多数の優れた才能を輩出し、ウディ・ハーマンとならびウエストコースト・ジャズの大きな潮流をつくった。晩年には教育者としても後進の育成に努めた。

## 来歴・音楽活動
カンザス州・ウィチタに生まれ、コロラドを経て、カリフォルニアに移り住む。幼少時よりピアノを学び、10代後半にはすでにバンドについて各地を旅していた。カリフォルニアではベル・ハイ・スクールに通い、1930年に卒業する（19歳）。
’30年代（彼の20代）には、同年代のヴィド・ムッソと一緒に、ダンス・バンドやハリウッドのスタジオで演奏したが、本望においては自らのバンドを率いることを目指していた。1941年、30歳にして自身のオーケストラを組織し、初めてのレコーディングを果たす。この頃にはまだ、とくに有名なメンバーの名はなかった（ベーシストのハワード・ラムゼイやトランペッターのチコ・アルヴァレス はずっと後からである）が、その年の夏には、カルフォルニア・バルボアビーチの社交ダンス・ホール「the Rendezvous Ballroom」の本当に真価のわかる聴衆の前で定期的に演奏した。
しかし、彼のオーケストラは最初の成功のあと、ジミー・ランスフォードの人気のとばっちりを受け、少しばかりの困難に巻き込まれる。デッカでの録音がそれほどヒットせず、ボブ・ホープのラジオ番組で出番が少なくなったのが災いして、挙句レス・ブラウンの楽団にずっと取って代わられるという顛末であった。
1943年末、キャピトル・レコードとのポピュラーな録音盤『イーガー・ビーバー (Eager Beaver)』の契約によって、スタン・ケントン・オーケストラは認知度をあげ、少しずつ人気を取り戻していった。1940年代半ば、ケントンのバンドとそのスタイルは「音の壁 (The Wall of Sound)」という呼び名で知られるようになっていた。また後になっては、彼のテーマ・ソングになぞらえて「リズムの名手 (Artistry in Rhythm)」とも称せられた。ケントンは、ライバルでもあるピアニストのアール・ハインズの影響も受けて、アレンジャー（編曲家）として、また忠実なサイドマンらへの創造的刺激として重要な存在となった。そして、1940年代のウエストコーストのアンサンブルのなかでも高くその名を知られるまでに、自分の音楽を作り上げていった。
ソロイストとしてアート・ペッパー、（短期間だが）スタン・ゲッツ、ブーツ・ムスーリ、そして歌手のアニタ・オデイらを擁して、終戦時の1945年までには徐々に陣容を拡大させていった。ケントンのアイデアを発展させるべく、ピート・ルゴロがチーフ・アレンジャーとなり、ボブ・クーパーとヴィド・ムッソは極めて特徴的なテナー・スタイルを持ち出した。ジューン・クリスティを新しい歌手として売り出し、彼女の「Tampico」や「Across the Alley from the Alamo」などのヒット作品は、ケントンのより大きな計画を実現するための財政的な潤いをもたらした。また、バンド・メンバーのコーラスを前面に出して、ポピュラーな主題歌が録音され、ジーン・ティアニー主演の映画『ローラ殺人事件』はヒットした。
ケントンは自分の音楽を「プログレッシブ・ジャズ（Progressive Jazz）」（和音や対位法を実験した、進歩的なジャズ）と呼んで、当時、多くのビッグ・バンドが解体・再編していくなか、ダンスのためのバンドではない（純粋な）コンサート・オーケストラにしようと努力した。

## ディスコグラフィ

### 主な演奏曲
- 南京豆売り "The Peanut Vendor"
- インターミッション・リフ "Intermission Riff"
- アーティストリー・イン・リズム "Artistry in Rhythm"
- イーガー・ビーバー "Eager Beaver"
- オパス・イン・パステルス "Opus in Pastels"

### 主な スタジオ・アルバム
- 『アーティストリー・イン・リズム（英語版）』- Artistry in Rhythm (1946年)
- 『プログレッシブ・ジャズ・プレゼンテーション（英語版）』- A Presentation of Progressive Jazz (1948年)
- 『イノベーションズ・イン・モダン・ミュージック（英語版）』- Innovations in Modern Music (1950年)
- 『シティ・オブ・グラス (スタン・ケントンのアルバム)（英語版）』- City of Glass (1951年)
- 『スケッチズ・オン・スタンダード（英語版）』- Sketches on Standards (1953年)
- 『ポートレート・オン・スタンダード（英語版）』- Portraits on Standards (1953年)
- 『コンテンポラリー・コンセプツ（英語版）』- Contemporary Concepts (1955年)
- 『ケントン・イン・ハイファイ（英語版）』- Kenton in Hi-Fi (1956年)
- 『ケントン・ウィズ・ボイス（英語版）』- Kenton with Voices (1957年)
- 『バック・トゥ・バルボア（英語版）』- Back to Balboa (1958年)
- 『バラード・スタイル・オブ・スタン・ケントン（英語版）』- The Ballad Style of Stan Kenton (1958年)
- 『ラッシュ・インタールード（英語版）』- Lush Interlude (1958年)
- 『ステージ・ドア・スイング（英語版）』- The Stage Door Swings (1959年)
- 『ケントンタッチ（英語版）』- The Kenton Touch (1959年)
- 『ビバ・ケントン（英語版）』- Viva Kenton! (1959年)
- 『ロマンティック・アプローチ（英語版）』- The Romantic Approach (1961年)
- 『ケントンのウエスト・サイド物語（英語版）』- Kenton's West Side Story (1961年)
- 『ソフィスティケイテッド・アプローチ（英語版）』- Sophisticated Approach (1961年)
- 『アドベンチャーズ・イン・スタンダード（英語版）』- Adventures in Standards (1961年) ※当時発売されず、後年にリリースされた[2]。
- 『アドベンチャーズ・イン・ジャズ（英語版）』- Adventures in Jazz (1962年)
- 『アドベンチャー・イン・ブルース（英語版）』- Adventures in Blues (1962年)
- 『スタン・ケントン・テックス・リッター（英語版）』- Stan Kenton! Tex Ritter! (1962年)
- 『アドベンチャー・イン・タイム（英語版）』- Adventures in Time (1962年)
- 『アーティストリー・イン・ボサノヴァ（英語版）』- Artistry in Bossa Nova (1963年)
- 『アーティストリー・イン・ヴォイシズ・アンド・ブラス（英語版）』- Artistry in Voices and Brass (1963年)
- 『スタン・ケントン/ジーン・ターナー（英語版）』- Stan Kenton / Jean Turner (1963年)
- 『ケントン/ワグナー（英語版）』- Kenton / Wagner (1964年)
- 『スタン・ケントン・プレイズ・フォー・トゥデイ（英語版）』- Stan Kenton Plays for Today (1967年)